# 金城霊澤

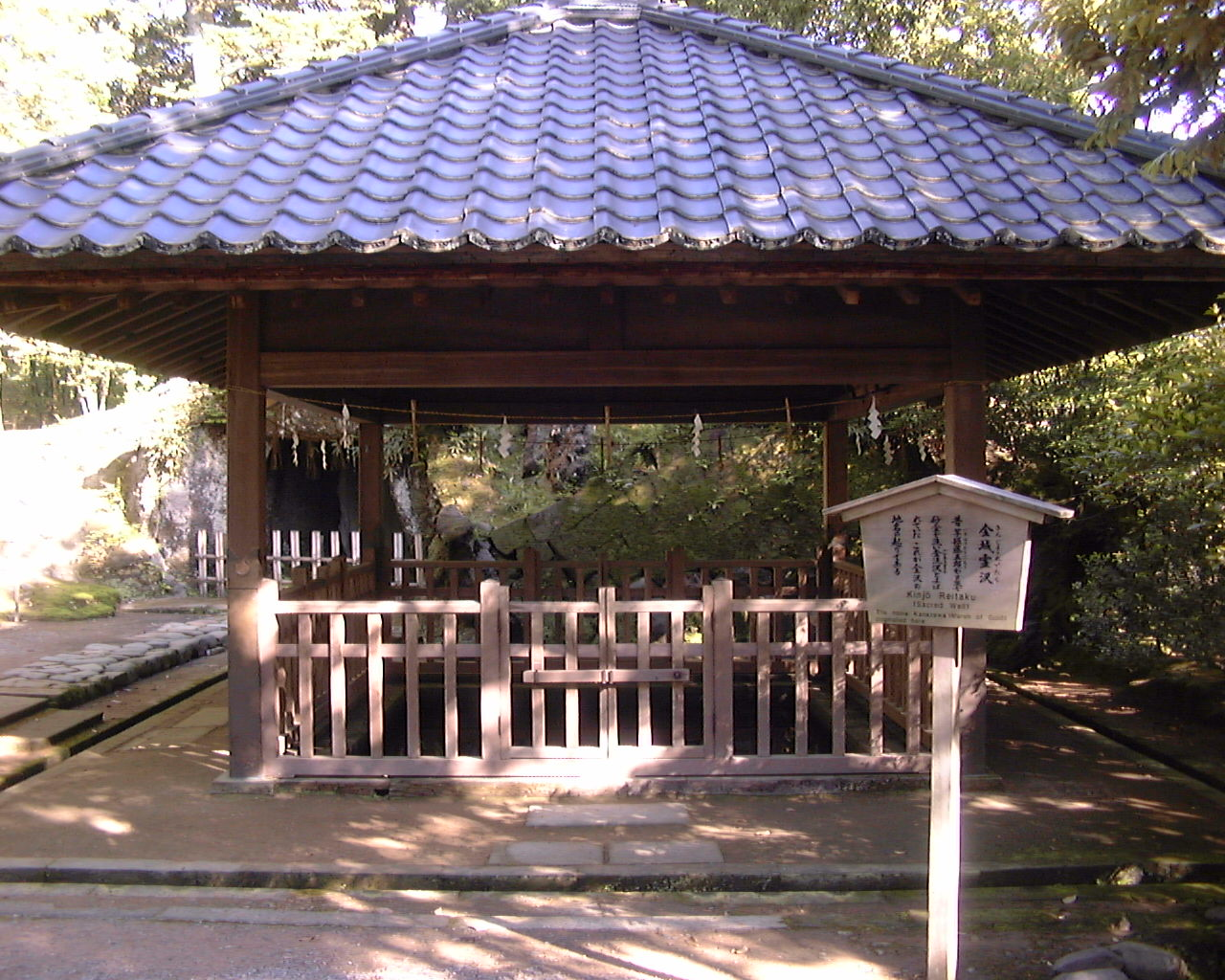
金城霊澤

金城霊澤（きんじょうれいたく）は、石川県金沢市にある泉である。兼六園随身坂付近の金沢神社のそばにあり、「金沢」の地名の由来とされる。

## 構造
- 屋根は瓦の宝形造の覆屋。
- 井戸胴は内径が153cm、外径176cm、深さ180cm。

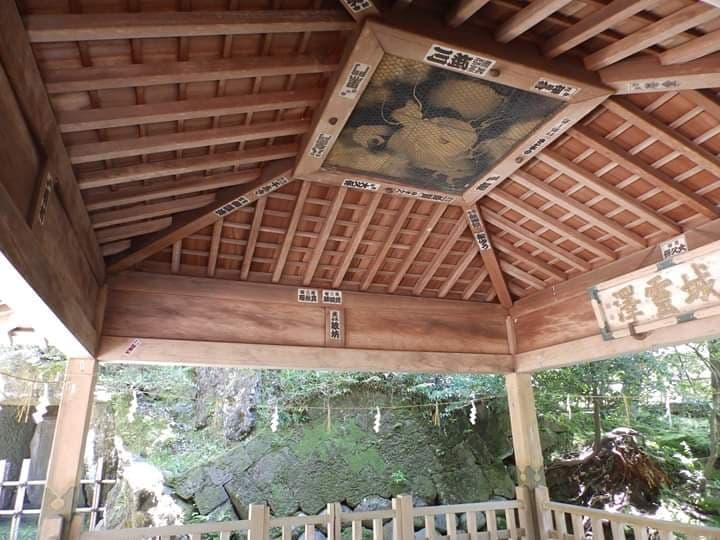
天井の竜の絵

- 敷石は戸室石で四半模様。

## 歴史
古くは「金洗いの沢」（かなあらいのさわ）と呼ばれていたとされるが（#芋掘り藤五郎の伝説を参照）、金沢神社伝来の棟札では寛政6年（1794年）には金城霊澤と記されている。
文政2年（1819年）に加賀藩十二代藩主前田斉広（まえだなりなが）が兼六園の東南端の泉の周囲に丸い石の井戸胴を造り、瓦屋根の宝形造の覆屋をつくって現在の形となった。井戸胴は内径が153センチメートル、深さ180センチメートル、敷石は戸室石で、加賀藩で特別のところに使われたという四半模様になっている。天井には、竜の絵が描かれている。かつては狩野探幽の作品があったと伝えられるが、傷みが激しかったため昭和初期に旧・山中町（現在の加賀市）出身の画家広田百豊が描き直したものとなっている。
欄間の扁額は市河米庵の書で、彫ったのは武田友月といわれている。
1936年（昭和11年）の大改修を経て、1964年（昭和39年）に復元改築された。

## 芋掘り藤五郎の伝説

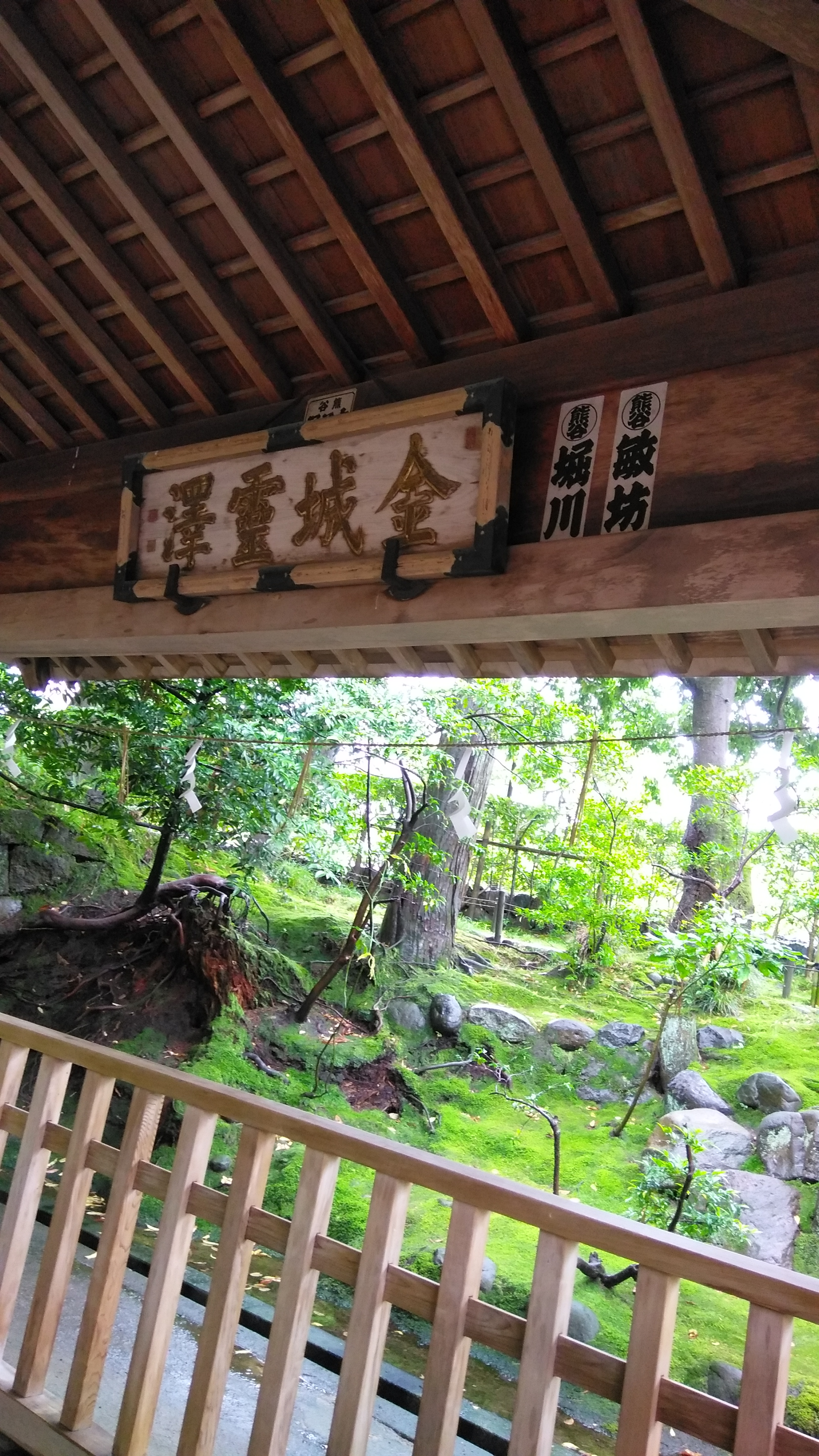
金城霊澤の額

昔々、山科の地に藤五郎と言う男がいた。いつもいつも、山芋掘りをしていた。山芋を洗った後には、沢に砂金が残っていた。それでその沢を「金洗いの沢」と言うようになった。

## アクセス
石川県立美術館の東向かいの随身坂からすぐ。
- 金沢駅からバスで20分「出羽町」または「成巽閣前」バス停下車
- 金沢ふらっとバス（菊川ルート）「県立美術館」バス停下車